# 庙山汉墓
庙山汉墓，位于江苏省扬州市仪征市新集镇，是中华人民共和国全国重点文物保护单位之一。
2002年10月22日，公布为江苏省文物保护单位，2013年5月公布为全国重点文物保护单位，是一座古墓葬。